# Laodike (Tochter des Aloeus)
Laodike (altgriechisch Λαοδίκη Laodíkē) ist in den Scholien zu Homers Odyssee 11,273 die Tochter des Aloeus, Gattin des Aiolos und Mutter des Salmoneus und Kretheus.
Es handelt sich um eine mythographische Variante, da an Stelle Laodikes normalerweise Enarete in der Überlieferung erscheint.